# Matt McCoy
Matt McCoy (Austin, 20 maggio 1958) è un attore statunitense.
Noto per aver interpretato il sergente Nick Lassard in Scuola di polizia 5 - Destinazione Miami e Scuola di polizia 6 - La città è assediata, ha avuto anche un piccolo ruolo nel pluripremiato film di successo L.A. Confidential.

## Biografia
McCoy è nato ad Austin, Texas. È cresciuto a Bethesda, Maryland, e ha frequentato la Walter Johnson High School, diplomandosi nel 1974. Ha frequentato brevemente l'Università del Maryland, College Park.[2] Ha lavorato per poco tempo al Harlequin Dinner Theater di Rockville. Trasferitosi a New York City, si è diplomato alla Neighborhood Playhouse School of the Theatre nel 1979.
Fin da quando ha interpretato il sergente Nick Lassard in Scuola di polizia 5 - Destinazione Miami (1988) e in Scuola di polizia 6 - La città è assediata (1989), i suoi crediti cinematografici includono Un'avventura molto pericolosa (1993), i film di Curtis Hanson La mano sulla culla (1992) e L.A. Confidential (1997), oltre alla commedia d'azione National Security (2003), in cui recita al fianco di Martin Lawrence e Steve Zahn.

## Filmografia parziale

### Cinema
- Dal college... con furore! (Fraternity Vacation), regia di James Frawley (1985)
- Scuola di polizia 5 - Destinazione Miami (Police Academy 5: Assignment: Miami Beach), regia di Alan Myerson (1988)
- Scuola di polizia 6 - La città è assediata (Police Academy 6: City Under Siege), regia di Peter Bonerz (1989)
- Creatura degli abissi (Deep Star Six), regia di Sean S. Cunningham (1989)
- La mano sulla culla (The Hand That Rocks the Cradle), regia di Curtis Hanson (1992)
- Snapdragon - il fiore che uccide (Snapdragon), regia di Worth Keeter (1993)
- Un'avventura molto pericolosa (White Wolves: A Cry in the Wild II), regia di Catherine Cyran (1993)
- Wind Dancer, regia di Craig Clyde (1993)
- Frammenti di verità (Lightning in a Bottle), regia di Jeff Kwitny (1993)
- Taglia che scotta (Hard Bounty), regia di Jim Wynorski (1995)
- L.A. Confidential, regia di Curtis Hanson (1997)
- Baby Bigfoot, regia di Art Camacho (1997)
- In fuga col malloppo (Free Money), regia di Yves Simoneau (1998)
- Due gemelle a Parigi (Passport to Paris), regia di Craig Shapiro (1999)
- Beethoven 4, regia di David M. Evans (2001)
- National Security - Sei in buone mani (National Security), regia di Dennis Dugan (2003)
- Abominable, regia di Ryan Schifrin (2006)
- A Merry Little Christmas, regia di John Dowling Jr. e Cal Fink (2006)
- Act of Contrition, regia di Vin Morreale Jr. (2019)
- L'uomo dei ghiacci - The Ice Road (The Ice Road), regia di Jonathan Hensleigh (2021)

### Televisione
- Appartamento in tre (We Got It Made) – serie TV, 22 episodi (1983-1988)
- La signora in giallo (Murder, She Wrote) – serie TV, episodio 4x15 (1988)
- Star Trek: The Next Generation – serie TV, episodio 3x08 (1990)
- Seinfeld – serie TV, 3 episodi (1993-1997)
- La tata (The Nanny) – serie TV, episodio 1x11 (1994)
- Bambini a noleggio (Rent-a-Kid) – film TV (1995)
- Profiler - Intuizioni mortali (Profiler) – serie TV, 1 episodio (2000)
- Sabrina, vita da strega (Sabrina: The Teenage Witch) – serie TV, episodio 5x15 (2001)
- West Wing - Tutti gli uomini del Presidente (The West Wing) – serie TV, un episodio (2003)
- Senza traccia (Without a Trace) – serie TV, 1 episodio (2008)
- The Closer – serie TV, episodio 6x15 (2011)
- The Mentalist – serie TV, episodio 4x20 (2012)
- CSI - Scena del crimine (CSI: Crime Scene Investigation) – serie TV, episodio 13x12 (2013)
- True Detective – serie TV, episodio 2x05 (2015)
- Silicon Valley – serie TV, 4 episodi (2015-2016)
- NCIS - Unità anticrimine (NCIS) – serie TV, episodio 13x20 (2016)
- Jack Ryan – serie TV, 4 episodi (2018)
- Grey's Anatomy – serie TV, episodio 17x16 (2021)

## Doppiatori italiani
Nelle versioni in italiano delle opere in cui ha recitato, Matt McCoy è stato doppiato da:
- Mauro Gravina in Memoria immortale, In fuga col malloppo, Jack Ryan
- Antonio Sanna in La squadra di bowling di Alley Cats, L'uomo dei ghiacci - The Ice Road
- Claudio Capone in Scuola di polizia 5 - Destinazione Miami, Scuola di polizia 6 - La città è assediata
- Edoardo Nordio in Carnivàle (ep. 2x08-09, 2x11), Grey's Anatomy
- Maurizio Reti in CSI: NY, Big Love
- Oliviero Dinelli in The Closer, CSI - Scena del crimine
- Roberto Del Giudice in Appartamento in tre
- Sandro Acerbo in Star Trek - The Next Generation
- Luca Biagini in La mano sulla culla
- Fabrizio Pucci in Acque pericolose
- Marco Bonetti in Taglia che scotta
- Gino La Monica in Bambini a noleggio
- Pierluigi Astore in L.A. Confidential
- Massimo Lodolo in Profiler - Intuizioni mortali
- Riccardo Rossi in Beethoven 4
- Nino Prester in National Security - Sei in buone mani
- Antonio Palumbo in Carnivàle (ep. 1x03)
- Roberto Chevalier in The Mentalist
- Franco Mannella in Senza traccia
- Giorgio Locuratolo in True Detective
- Massimo Rossi in Silicon Valley
- Sergio Lucchetti in NCIS - Unità anticrimine
- Stefano Oppedisano in Your Honor

Da doppiatore è stato sostituito da:
- Antonio Angrisano in Revenge